# Torrubiella albolanata
Torrubiella albolanata är en svampart som beskrevs av Petch 1944. Torrubiella albolanata ingår i släktet Torrubiella och familjen Cordycipitaceae.   Inga underarter finns listade i Catalogue of Life.